# Michael Wincott
Michael Anthony Claudio Wincott (* 21. Januar 1958 in Scarborough, Toronto) ist ein kanadischer Schauspieler.

## Leben
Michael Wincott wurde als Sohn eines englischen Amateurboxers und einer aus Piacenza stammenden Italienerin in Toronto geboren und wuchs im dortigen östlichen Bezirk Scarborough auf. Er hat zwei Brüder, wovon einer der zwei Jahre ältere Schauspieler Jeff Wincott ist. Er absolvierte ein Bachelorstudium an der Victoria University, Toronto, einem College der University of Toronto, und besuchte von 1982 bis 1986 die Juilliard School in New York City.
Bereits vor seinem Studium war er in unterschiedlichen Nebenrollen in Filmen wie Pferdelady und Zwei Herzen voller Liebe zu sehen. Seinen großen Durchbruch hatte er als Charakterdarsteller für Bösewichte, Anfang der 1990er Jahre, als er innerhalb weniger Jahre in Filmen wie Robin Hood – König der Diebe, 1492 – Die Eroberung des Paradieses, Die drei Musketiere und The Crow – Die Krähe zu sehen war.
Als Synchronsprecher lieh er unterschiedlichen Figuren in Animationsfilmen und Computerspielen seine Stimme. So war er die englische Stimme des bösartigen Mr. Scroop in Der Schatzplanet. In Computerspielen wie Halo 2,  Narc und Darksiders II war er ebenfalls zu hören.

## Filmografie (Auswahl)
- 1979: Pferdelady (Wild Horse Hank)
- 1979: Der Killer lauert am Ring (Title Shot)
- 1980: Ein Professor geht aufs Ganze (Nothing Personal)
- 1981: Das süße Wort Verheißung (Ticket to Heaven)
- 1981: Zwei Herzen voller Liebe (Circle of Two)
- 1983: Curtains – Wahn ohne Ende (Curtains… The ultimate Nightmare)
- 1985: Nachtstreife (Night Heat, Fernsehserie, eine Folge)
- 1987: Der Sizilianer (The Sicilian)
- 1988: Talk Radio
- 1988: Miami Vice (Fernsehserie, eine Folge)
- 1989: Bluthunde am Broadway (Bloodhounds of Broadway)
- 1989: Geboren am 4. Juli (Born on the Fourth of July)
- 1991: The Doors
- 1991: Robin Hood – König der Diebe (Robin Hood: Prince of Thieves)
- 1992: 1492 – Die Eroberung des Paradieses (1492: Conquest of Paradise)
- 1993: Die drei Musketiere (The Three Musketeers)
- 1993: Romeo Is Bleeding
- 1994: The Crow – Die Krähe (The Crow)
- 1995: Dead Man
- 1996: Strange Days
- 1996: Basquiat
- 1997: Metro – Verhandeln ist reine Nervensache (Metro)
- 1997: Alien – Die Wiedergeburt (Alien: Resurrection)
- 1998: Gunshy – Aus Leidenschaft zum Mörder (Gunshy)
- 1999: Das Todeskomplott (Hidden Agenda)
- 2000: Before Night Falls
- 2001: Im Netz der Spinne (Along Came a Spider)
- 2002: Monte Cristo (The Count of Monte Cristo)
- 2002: Der Schatzplanet (Treasure Planet)
- 2002: Special Unit AT 13 – Wettlauf mit dem Tod (The Red Phone: Manhunt)
- 2004: Attentat auf Richard Nixon (The Assassination of Richard Nixon)
- 2006: Seraphim Falls
- 2007: Schmetterling und Taucherglocke (Le scaphandre et le papillon)
- 2008: Inside Hollywood (What Just Happened?)
- 2012: Hitchcock
- 2014: 24: Live Another Day (Fernsehserie, 11 Folgen)
- 2015: Forsaken
- 2016: Westworld (Fernsehserie)
- 2017: Ghost in the Shell
- 2022: Nope